# 破晓东方
《破晓东方》（Dawn of the Orient，原名《欲晓东方》）是一部2022年中国大陆革命历史剧，改编自作家刘统的纪实文学著作《战上海》。该剧由高希希执导，编剧龙平平、秦溱，张嘉益、刘涛、李泽锋、乔振宇领衔主演。《破晓东方》以上海战役结束后一年间的历史事件为叙事中心，讲述中国共产党接管上海的故事。2022年12月23日于中國中央電視台綜合頻道（CCTV-1）首播，腾讯视频、爱奇艺、优酷、咪咕视频、百视通同步网络播出，后续在东方卫视、浙江卫视、广东卫视播出。
本剧为国家广播电视总局“庆祝党的二十大——我们的新时代”展播重点项目，也是第一部以全景式记录形式展现上海战役结束后一年间历程的影视作品。

## 播出时间
| 频道/平台                                | 所在地   | 播出日期                                           | 播出时间                                        | 备注                                                    |
| ---------------------------------------- | -------- | -------------------------------------------------- | ----------------------------------------------- | ------------------------------------------------------- |
| CCTV-1、央视频                           | 中国大陆 | 2022年12月23日-2023年1月20日                       | 通常为周一至周五19:40（港澳版）/20:05（内地版） | 一般为2集连播，有时播出1集，2023年1月19日、20日连播三集 |
| 腾讯视频、爱奇艺、优酷、咪咕视频、百视通 | 中国大陆 | 2022年12月23日-2023年1月20日                       | 22:00                                           | [ 7 ]                                                   |
| 东方卫视、浙江卫视                       | 中国大陆 | 2023年1月1日-2023年1月23日（东方）/1月24日（浙江） | 19:30                                           | 东方剧场/中国蓝剧场（黄金档）                           |
| 广东卫视                                 | 中国大陆 | 2023年2月9日                                       | 19:30                                           | 活力剧场（黄金档）                                      |

## 剧情简介
1949年5月27日，中国人民解放军进入上海，上海战役宣告结束。根据中共中央的决定，由陈毅市长带领曾山、潘汉年等中共党政军领导，以及丹阳整训的数千干部，对上海予以全面接管，上海由此进入了中共接管的时期。期间，陈毅等上海市领导带领干部群众先后抵御台风灾害，粉碎金融投机，改良生产经营方式，打赢粮棉之战，解决二六大轰炸险情，化解“四月危机”，为上海防空建设抢修机场等，最终完成中共中央交予的“全国支援上海，上海支援全国”的经济建设和大城市管理重任。

## 演员列表

### 主演
- 张嘉益 饰 陈毅
- 刘涛 饰 纪南音
- 李泽锋 饰 陆修远
- 乔振宇 饰 田国立

### 配角
- 冯绍峰 饰 荣毅仁
- 颖儿 饰 杨鉴清
- 童蕾 饰 卓琳
- 释臣伟 饰 安平贵
- 邢雨静 饰 李清如
- 左小青 饰 张茜
- 唐国强 饰 毛泽东
- 刘劲 饰 周恩来
- 王伍福 饰 朱德
- 郭连文 饰 刘少奇
- 王健 饰 任弼时
- 卢奇 饰 邓小平
- 姬他 饰 林秉良
- 于慧 饰 宋庆龄
- 印小天 饰 潘汉年
- 沈泰 饰 司徒晓
- 鞠江 饰 冷麟
- 马晓伟 饰 蒋介石
- 祁艳 饰 岚姐
- 霍青 饰 夏衍
- 张再新 饰 刘伯承
- 张子俊 饰 粟裕
- 李立 饰 张震
- 陈奕丞 饰 陆士琪
- 何明翰 饰 李士英
- 贺刚 饰 陈云
- 刘旭 饰 曾山
- 师鹏 饰 毛人凤
- 李卓远 饰 毛森
- 米学东 饰 赵丰年
- 于滨 饰 潘立忍
- 范雷 饰 米知礼
- 陈良平 饰 徐亦德
- 张红爽 饰 陶山风
- 李木子 饰 米好雨
- 沈诗淇 饰 米时节
- 麻骏 饰 赵祖康
- 陈思澈 饰 林瑛子
- 刘源 饰 方嘉禾
- 郑旭东 饰 高伟
- 彭振中 饰 华北代表
- 乔晟一 饰 李长生
- 李跃民 饰 华中代表
- 陈霖生 饰 袁忠恕
- 谭洋 饰 黄竞武
- 俞瞳 饰 梅兰芳
- 金晖 饰 周信芳
- 王雨 饰 赵丹
- 葛天 饰 白杨
- 亮月儿 饰 小叶
- 周德华 饰 刘
- 李甦 饰 吴羹梅

### 友情出演
- 陈逸恒 饰 黄炎培
- 由立平 饰 秦声泓
- 曹磊 饰 李白
- 王劲松 饰 杜月笙
- 何晟铭 饰 蒋经国
- 蔡伟 饰 黄金荣
- 李菲儿 饰 孟小冬
- 张清 饰 邓颖超
- 张喜前 饰 汤恩伯

## 制作与花絮
《破晓东方》的剧本自2019年开始编纂，改编自刘统的纪实文学《战上海》。龙平平于2021年11月开始参与《破晓东方》剧本的创作；而另一位总编剧秦溱的团队已做了大量工作，写了四稿剧本。龙平平加入后，与秦溱团队合作约4个月，对剧本进行了重新改造、打磨。据媒体介绍，龙平平本为中共党史研究专家，他认为，五四运动以后的中国有三大里程碑，分别是中国共产党的建立、中华人民共和国成立和改革开放。龙平平曾先后编写过《历史转折中的邓小平》和《觉醒年代》两部剧的剧本，分别代表改革开放和建党题材。而《战上海》则是讲述中华人民共和国成立前后的重要历史大事，将其影视化则可以填补一个空白，为后人对于这一段历史的了解研究，也提供了相对应的艺术素材。由于该剧将历史真实和艺术真实相结合，整体制作难度较大，因此剧方设计了经济学家纪南音和陈毅市长的工作人员陆修远两个虚拟人物，作为“功能性人物”。
该剧原先计划在上海拍摄，此后改在横店影视城于2022年3月开始拍摄。全剧策划之初，剧组收到了出品方的请求，选用上海籍演员，主要演员的甄选原则是“形神兼备、以神为主”。而鉴于2019冠状病毒病上海聚集性疫情及关联疫情影响，该剧采用全封闭的方式拍摄，保障剧组安全。尤其是饰演荣毅仁的冯绍峰，在拍摄荣毅仁的戏份之前更是被接受隔离。而在拍摄期间，有约800名穿着单衣的群众演员从早上6点至晚上11点躺在马路上，以拍摄解放军战士入城露宿街头的画面。全剧历时3个多月拍摄，先后拍摄141个场景，采用161位主要演员，并使用5000余套服装、75950件道具，于2022年7月杀青。
该剧重现了上海战役后一年间的重要历史事件，包括米棉煤“两白一黑”之战、银元之战、打击盗匪、清除特務、战台风、解除二六大轰炸危机等。剧中的开篇处也出现了《永不消逝的电波》的主角原型、中国共产党联络员李白在搜捕中发出最后一个情报被处决的画面。

## 收视率
根据中国视听大数据的资料，《破晓东方》于央视一套首播时，黄金时段电视剧最高收视率1.975%，集均收视率1.625%，多次位居周榜首位；东方卫视、浙江卫视CSM64城综合收视率0.669%，位列同时段卫视第一。新媒体播出热度多次位居爱优腾、灯塔、骨朵等榜单前列。
| 中国大陆 CCTV-1／东方卫视 ／浙江卫视 首播收视率 （CSM64） |                |                                                    |                                                    |                                                    |          |          |          |                                                  |                                                  |                                                  | |
| 集數                                                      | 播出日期       | CCTV-1                                             | CCTV-1                                             | CCTV-1                                             | 东方卫视 | 东方卫视 | 东方卫视 | 浙江卫视                                         | 浙江卫视                                         | 浙江卫视                                         | 備註                                                                                                 |
| 集數                                                      | 播出日期       | 收視率                                             | 收視份額                                           | 排名                                               | 收視率   | 收視份額 | 排名     | 收視率                                           | 收視份額                                         | 排名                                             | 備註                                                                                                 |
| 1-2                                                       | 2022年12月23日 | 0.874                                              | 3.487                                              | 6                                                  | 未开播   | 未开播   | 未开播   | 未开播                                           | 未开播                                           | 未开播                                           | CCTV-1开播 CCTV-8《灿烂的季节》完结                                                                  |
| 3-4                                                       | 2022年12月26日 | 0.874                                              | 3.548                                              | 7                                                  | 未开播   | 未开播   | 未开播   | 未开播                                           | 未开播                                           | 未开播                                           | CCTV-8《向风而行》开播                                                                               |
| 5-6                                                       | 2022年12月27日 | 0.962                                              | 3.921                                              | 6                                                  | 未开播   | 未开播   | 未开播   | 未开播                                           | 未开播                                           | 未开播                                           | |
| 7-8                                                       | 2022年12月28日 | 0.964                                              | 3.914                                              | 6                                                  | 未开播   | 未开播   | 未开播   | 未开播                                           | 未开播                                           | 未开播                                           | 北京《县委大院》完结                                                                                 |
| 9-10                                                      | 2022年12月29日 | 0.971                                              | 3.948                                              | 5                                                  | 未开播   | 未开播   | 未开播   | 未开播                                           | 未开播                                           | 未开播                                           | |
| -                                                         | 2022年12月30日 | 因播出《非遗里的中国》暂停播出                     | 因播出《非遗里的中国》暂停播出                     | 因播出《非遗里的中国》暂停播出                     | 未开播   | 未开播   | 未开播   | 未开播                                           | 未开播                                           | 未开播                                           | 江苏《护卫者》、东方、浙江《县委大院》完结                                                           |
| -（1-2）                                                  | 2023年1月1日   | 因播出《新年戏曲晚会》暂停播出                     | 因播出《新年戏曲晚会》暂停播出                     | 因播出《新年戏曲晚会》暂停播出                     | 1.385    | 5.251    | 3        | 1.398                                            | 5.303                                            | 2                                                | 本剧在东方、浙江开播 北京、江苏《纵有疾风起》开播                                                    |
| -（3-4）                                                  | 2023年1月2日   | 按惯例本时段不播出本剧（当晚播出《山水间的家》）   | 按惯例本时段不播出本剧（当晚播出《山水间的家》）   | 按惯例本时段不播出本剧（当晚播出《山水间的家》）   | 1.533    | 5.637    | 2        | 1.477                                            | 5.438                                            | 3                                                | 湖南《勇敢的翅膀》完结                                                                               |
| 11-12（5-6）                                              | 2023年1月3日   | 0.853                                              | 3.383                                              | 8                                                  | 1.556    | 5.682    | 3        | 1.835                                            | 6.698                                            | 2                                                | 湖南《去有风的地方》开播                                                                             |
| 13-14（7-8）                                              | 2023年1月4日   | 0.893                                              | 3.567                                              | 7                                                  | 1.292    | 4.771    | 4        | 1.646                                            | 6.081                                            | 3                                                | |
| 15-16（9-10）                                             | 2023年1月5日   | 0.951                                              | 3.807                                              | 7                                                  | 1.438    | 5.303    | 5        | 1.649                                            | 6.193                                            | 3                                                | |
| 17-18（11）                                               | 2023年1月6日   | 0.904                                              | 3.438                                              | 7                                                  | 1.469    | 5.270    | 4        | 1.934                                            | 6.981                                            | 2                                                | 当晚东方播出幕后花絮纪实节目《致敬历史》，收视率0.241，收视份额0.887，全国排名17                     |
| 19（12）                                                  | 2023年1月7日   | 0.817                                              | 3.344                                              | 7                                                  | 1.367    | 4.970    | 5        | 1.871                                            | 6.833                                            | 3                                                | 当晚CCTV-1播出专题片《永远吹冲锋号》，故仅播出一集                                                   |
| 20（13-14）                                               | 2023年1月8日   | 1.008                                              | 4.678                                              | 7                                                  | 1.390    | 5.111    | 3        | 2.176                                            | 7.947                                            | 1                                                | 当晚CCTV-1播出专题片《永远吹冲锋号》，故仅播出一集                                                   |
| 21（15-16）                                               | 2023年1月9日   | 0.888                                              | 3.934                                              | 8                                                  | 1.487    | 5.390    | 4        | 2.080                                            | 7.553                                            | 2                                                | 当晚CCTV-1播出专题片《永远吹冲锋号》，故仅播出一集                                                   |
| 22（17-18）                                               | 2023年1月10日  | 0.896                                              | 4.075                                              | 8                                                  | 1.511    | 5.556    | 4        | 1.896                                            | 7.082                                            | 2                                                | 当晚CCTV-1播出专题片《永远吹冲锋号》，故仅播出一集                                                   |
| 23（19-20）                                               | 2023年1月11日  | 0.822                                              | 3.550                                              | 8                                                  | 1.463    | 5.337    | 4        | 2.029                                            | 7.477                                            | 2                                                | 当晚CCTV-1播出专题片《长征之歌》，故仅播出一集                                                       |
| 24（21-22）                                               | 2023年1月12日  | 0.829                                              | 3.642                                              | 8                                                  | 1.457    | 5.342    | 4        | 1.936                                            | 7.191                                            | 2                                                | 当晚CCTV-1播出专题片《长征之歌》，故仅播出一集                                                       |
| 25（东方23）                                              | 2023年1月13日  | 0.731                                              | 3.065                                              | 8                                                  | 1.432    | 5.269    | 3        | 当晚浙江播出《破晓东方精彩大放送》，故不播出剧集 | 当晚浙江播出《破晓东方精彩大放送》，故不播出剧集 | 当晚浙江播出《破晓东方精彩大放送》，故不播出剧集 | 当晚CCTV-1播出专题片《长征之歌》，故仅播出一集                                                       |
| -（东方24）                                               | 2023年1月14日  | 按惯例本时段不播出本剧（当晚播出《2023网络春晚》） | 按惯例本时段不播出本剧（当晚播出《2023网络春晚》） | 按惯例本时段不播出本剧（当晚播出《2023网络春晚》） | 1.530    | 5.438    | 3        | 当晚浙江播出《破晓东方精彩大放送》，故不播出剧集 | 当晚浙江播出《破晓东方精彩大放送》，故不播出剧集 | 当晚浙江播出《破晓东方精彩大放送》，故不播出剧集 | CCTV-8《向风而行》完结，同日《狂飆》开播                                                             |
| -（东方25、浙江23）                                       | 2023年1月15日  | 按惯例本时段不播出本剧（当晚播出《星光大道》）     | 按惯例本时段不播出本剧（当晚播出《星光大道》）     | 按惯例本时段不播出本剧（当晚播出《星光大道》）     | 1.430    | 5.235    | 3        | 1.831                                            | 6.693                                            | 2                                                | 浙江当晚播出《直通省两会》特别节目；东方《今晚开放麦》提前播出，之后播出《上海市人民政府记者招待会》 |
| 26（东方重播、浙江24-25）                                 | 2023年1月16日  | 0.608                                              | 2.689                                              | 9                                                  | 1.362    | 5.070    | 4        | 1.902                                            | 7.211                                            | 2                                                | 东方卫视仅重播                                                                                       |
| 28（26-27）                                               | 2023年1月17日  | 0.709                                              | 3.041                                              | 8                                                  | 1.285    | 4.812    | 5        | 2.066                                            | 7.824                                            | 2                                                | |
| 30（28-29）                                               | 2023年1月18日  | 0.708                                              | 3.206                                              | 7                                                  | 1.387    | 5.284    | 4        | 2.118                                            | 8.112                                            | 2                                                | |
| 32-33（30-32）                                            | 2023年1月19日  | 0.678                                              | 2.746                                              | 8                                                  | 1.294    | 5.366    | 5        | 2.252                                            | 9.479                                            | 1                                                | |
| 35-36（东方33-35，浙江33）                                | 2023年1月20日  | 0.742                                              | 2.840                                              | 7                                                  | 1.627    | 6.353    | 3        | 2.013                                            | 7.562                                            | 2                                                | 北京、江苏《纵有疾风起》完结                                                                         |
| （东方36-37，浙江34-35）                                  | 2023年1月23日  | 已完结                                             | 已完结                                             | 已完结                                             | 1.462    | 5.8      | 3        | 1.614                                            | 6.43                                             | 2                                                | 北京《狂飆》开播                                                                                     |
| （浙江36-37）                                             | 2023年1月24日  | 已完结                                             | 已完结                                             | 已完结                                             | 已完结   | 已完结   | 已完结   | 1.4                                              | 5.66                                             | 3                                                | 江苏、东方《打开生活的正确方式》开播                                                                 |

1. 同时段或交叉时段主要节目：

- CCTV-8：《灿烂的季节》/《向风而行》/《狂飆》
- 湖南：《勇敢的翅膀》/《去有风的地方》
- 东方：《县委大院》/本剧/《打开生活的正确方式》
- 浙江：《县委大院》/本剧
- 江苏：《护卫者》/《纵有疾风起》/《打开生活的正确方式》
- 北京：《县委大院》/《纵有疾风起》/《狂飆》

1. 数据由广视索福瑞提供，调查范围为四岁以上之观众。
2. 以上收视排名包括央视在内。标括号的为东方、浙江对应播出的集数；因节目调动，CCTV-1于1月17日至1月20日播出的部分集数在《晚间新闻》后播出，故收视资料没有收录。
3. 资料来源：卫视小露電、卫视这些事儿、TV未知数

| 中国大陆 CCTV-1 首播收视率 （CVB） |      |                                |        |          |      |
| 集數                               | 週數 | 播出日期                       | 收视率 | 收视份额 | 排名 |
| 1-2                                | 1    | 2022年12月23日                 | 1.910  | 7.435    | 2    |
| 3-10                               | 2    | 2022年12月24日－2022年12月29日 | 1.891  | 7.367    | 1    |
| 11-18                              | 3    | 2023年1月3日－2023年1月6日     | 1.816  | 7.027    | 1    |
| 19-25                              | 4    | 2023年1月7日－2023年1月13日    | 1.677  | 6.880    | 2    |
| 26-37                              | 5    | 2023年1月16日－2023年1月20日   | 1.243  | 5.954    | 4    |

1. 数据由国家广播电视总局提供。
2. 以上收视排名包括央视在内。因节目调动，CCTV-1于1月17日至1月20日播出的部分集数在《晚间新闻》后播出，故收视资料没有收录。

| 中国大陆 东方卫视 首播收视率 （CVB） |      |                              |        |          |      |
| 集數                                 | 週數 | 播出日期                     | 收视率 | 收视份额 | 排名 |
| 1-11                                 | 1    | 2023年1月1日－2023年1月6日   | 0.464  | 1.666    | 7    |
| 12-23                                | 2    | 2023年1月7日－2023年1月13日  | 0.460  | 1.693    | 5    |
| 24-35                                | 3    | 2023年1月14日－2023年1月20日 | 0.413  | 1.609    | 9    |
| 36-37                                | 4    | 2023年1月23日                | 0.440  | 1.696    | 8    |

1. 数据由国家广播电视总局提供。
2. 以上收视排名包括央视在内。

| 中国大陆 浙江卫视 首播收视率 （CVB） |      |                              |                          |                          |                          |
| 集數                                 | 週數 | 播出日期                     | 收视率                   | 收视份额                 | 排名                     |
| 1-11                                 | 1    | 2023年1月1日－2023年1月6日   | 排名在前十名外，故无数据 | 排名在前十名外，故无数据 | 排名在前十名外，故无数据 |
| 12-22                                | 2    | 2023年1月7日－2023年1月13日  | 0.249                    | 0.916                    | 10                       |
| 23-33                                | 3    | 2023年1月14日－2023年1月20日 | 排名在前十名外，故无数据 | 排名在前十名外，故无数据 | 排名在前十名外，故无数据 |
| 34-37                                | 4    | 2023年1月23日－2023年1月24日 |                          |                          |                          |

1. 数据由国家广播电视总局提供。
2. 以上收视排名包括央视在内。

## 记事
2022年12月中旬，中央广播电视总台举办的“2023年电视剧片单发布活动”公布将播出该剧，同时发布本剧的首版海报。之后该剧举办线上看片会。12月23日，本剧发布以“峥嵘岁月”为主题，以剧中16位人物为核心内容的海报。
2023年1月22日，东方卫视播出“春满东方兔年兔奋·2023东方卫视春节晚会”，《破晓东方》剧组成员作为晚会嘉宾，与主持人合作参与互动环节。
2023年2月8日，本剧在北京召开研讨会。国家广播电视总局副局长朱咏雷，中共上海市委常委、宣传部部长赵嘉鸣出席会议并讲话。

## 奖项
| 年份   | 頒獎典禮           | 獎項         | 入围者       | 結果 |
| ------ | ------------------ | ------------ | ------------ | ---- |
| 2024年 | 第34届电视剧飞天奖 | 优秀电视剧奖 | 《破晓东方》 | 提名 |

## 相关节目
本剧幕后纪录片《致敬历史》于2023年1月6日20:30在东方卫视播出，后于上海纪实人文频道重播。全片以纪实性的手段记录《破晓东方》的整个拍摄制作过程，并对剧中主创人员及主要演员进行访问。